# صيحان (إب)
صيحان هي إحدى قرى الجمهورية اليمنية. تتبع جغرافيا لمحافظة إب وإداريًا لمديرية القفر. يبلغ تعداد سكانها 3323 نسمة حسب الإحصاء الذي أجري عام 2004.